# 桐生倶楽部
社団法人桐生倶楽部（きりゅうくらぶ）は、群馬県桐生市仲町二丁目にある桐生倶楽部会館を活動拠点とする社交倶楽部である。

## 概要
明治期に設立され、桐生の産業振興に寄与した桐生懇話会が経過発展し、大正期に桐生倶楽部として発足した。建物は1919年（大正8年）に完成し、社交倶楽部の使用目的のほか、来訪客の応接・商談、文化人を招いての講演会の開催などに用いられている。

## 桐生懇話会
桐生倶楽部の前身にあたり、運輸・通信・電力などの面で、桐生の近代化を推進した組織が桐生懇話会である。四十銀行の総支配人であった秋田宗四郎は、頭取・森宗作、専務・大沢福太郎に、銀行業務の発展のため、有力者を集めた会員組織の団体を結成することを提案した。買次商の書上文左衛門を発起人に加え、1900年（明治33年）に桐生懇話会が結成された。
大正期に入ると、大正デモクラシーの影響によったものか、1915年（大正4年）の懇話会例会で、大衆的な倶楽部組織に変更することを決定し、桐生懇話会は1918年（大正7年）に発展的に解散し、社団法人桐生倶楽部として再発足した。桐生倶楽部初代理事長は桐生出身の黒川真頼東京帝国大学教授の孫である金子竹太郎（桐生織物学校教頭、両毛製織社長）。

### 懇話会の主力事業
桐生懇話会が実施した主な事業は、桐生織物の宣伝、桐生停車場の改築の推進、桐生郵便局内の電話設置の推進、渡良瀬水力電気会社設立の提唱・調査があった。
停車場の改修について、1901年（明治34年）に、森、書上、大沢ら7人の会員総代で、日本鉄道会社に陳情書を提出し、1903年（明治36年）に駅舎の改築を実現させた。電話開設問題については、1904年（明治37年）に、桐生町有志総代28人の連名で、電話設置の請願を逓信大臣に提出した。日露戦争のため、電話開設運動は1907年（明治40年）に持ち越された。なお、電話開通時の桐生局の電話本数は111本であった。
渡良瀬水力電気会社の設立については、1905年（明治38年）に、森宗作が電気会社の設立を提案したことに始まる。桐生では1894年（明治27年）に桐生電灯会社による電気供給が開始された。桐生電灯会社の経営権を引き継いだのが、渡良瀬水力電気会社であった。懇話会は京都の蹴上発電所などに調査委員を派遣して電気会社設立の準備にあたり、1906年（明治39年）に渡良瀬水力電気会社が設立された。1909年（明治42年）に山田郡川内村の渡良瀬川左岸に発電所が完成し、電気供給を開始した。

## 年表
- 1900年（明治33年） 桐生懇話会が結成[8]。
- 1918年（大正7年） 社団法人桐生倶楽部が発足[8]。
- 1919年（大正8年）12月 桐生倶楽部会館が完成[8]。
- 1996年（平成8年）12月20日 国の登録有形文化財となる[9]。
- 2013年（平成25年）1月 一般社団法人となる[10]。

## 桐生倶楽部会館
桐生倶楽部会館は、1919年（大正8年）12月に完成した木造二階建て・寄せ棟造りの洋風建築で、赤色の瓦屋根とクリーム色のスタッコ壁、小さな切妻をのせた4本の煙突、列柱の玄関ポーチ、上部を半円形の欄間とした出入り口など、スパニッシュ・コロニアル様式である。
1996年（平成8年）12月20日に国の登録有形文化財に登録された。桐生市内には、桐生明治館・桐生織物記念館・水道山記念館など、近代化遺産の洋風建築が多数現存している。